# Hüttengesäß

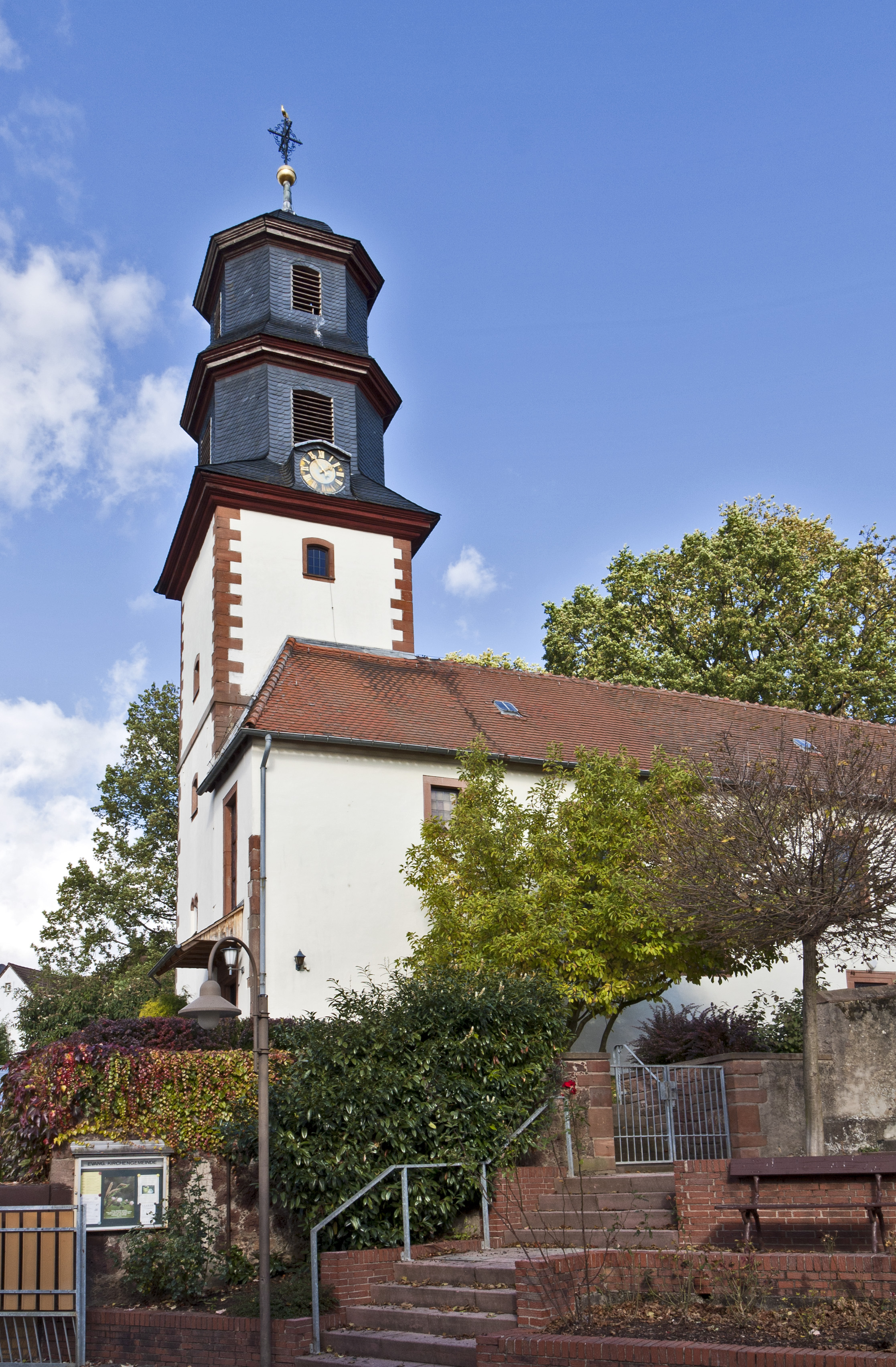
Evangelische Kirche

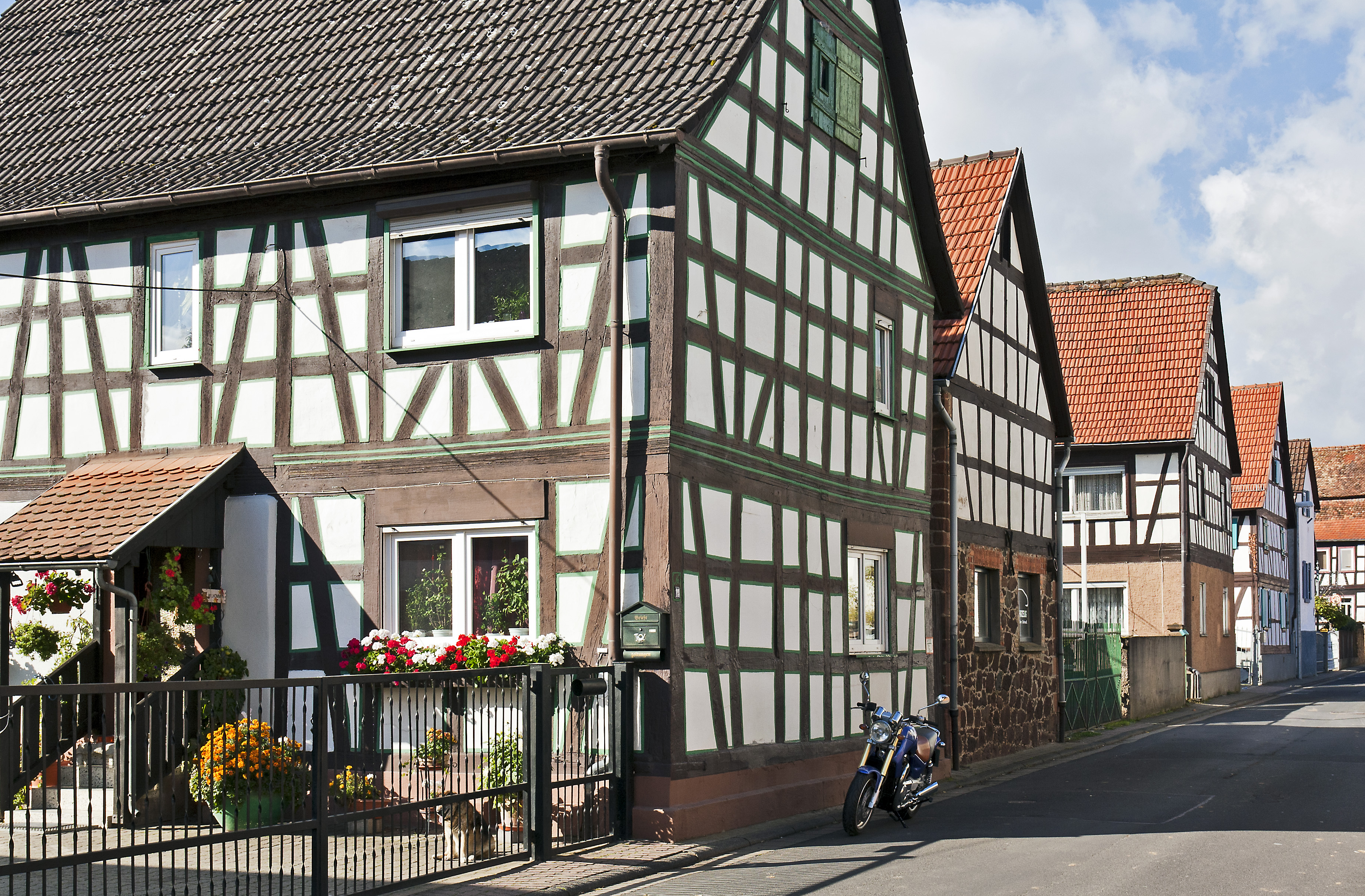
Fachwerkhäuser in der Langstraße

Hüttengesäß ist ein Ortsteil der Gemeinde Ronneburg (Hessen) im Main-Kinzig-Kreis in Hessen. Der Ort ist Sitz der Gemeindeverwaltung.

## Geografische Lage
Hüttengesäß liegt im Ronneburger Hügelland am Fallbach.

## Geschichte
Die älteste erhaltene Erwähnung des Ortes stammt aus dem Mai 1236 und findet sich in einer Urkunde des Kaisers Friedrich II., der die Besitztümer des Klosters Selbold in Schutz nimmt. Die älteste Schreibweise des Ortsnamens ist „Huttengesezze“. Ein Transsumpt dieser Urkunde befindet sich heute im Selbolder Kopialbuch im Fürstlich Isenburgischen Archiv in Birstein.
Ursprünglich gehörte Hüttengesäß zum Territorium von Kurmainz und dort zum Gericht Langenselbold, das Kurmainz 1426 zu einem Drittel an die Grafen von Hanau verpfändete. Diese Pfandschaft wurde 1476 von den Grafen von Isenburg eingelöst. Seitdem gehörte Hüttengesäß zu deren Grafschaft. Als das Territorium der Isenburger – inzwischen zum Fürstentum avanciert – mediatisiert wurde, kam dessen nördlich des Mains gelegener Teil – einschließlich von Hüttengesäß – 1816 an das Kurfürstentum Hessen.
Im Kurfürstentum Hessen lag es nach der Verwaltungsreform von 1821 im Kreis Gelnhausen. Mit einer der Auflösung des Kreises Salmünster 1830 folgenden verwaltungsmäßigen Neugliederung im Kinzigtal kam Hüttengesäß zum Landkreis Hanau. Das Kurfürstentum Hessen stand im Deutschen Krieg auf der Verliererseite und wurde vom Königreich Preußen annektiert. Nach dem Zweiten Weltkrieg lag Hüttengesäß im neu gebildeten Bundesland Hessen. Im Zuge der dortigen Gebietsreform wurde Hüttengesäß zum 31. Dezember 1971 in die neue Gemeinde Ronneburg eingegliedert. und lag ab dem 1. Juli 1974 im Main-Kinzig-Kreis.

## Kirche
Die Ersterwähnung des Ortes nennt auch eine Kapelle, die heutige Bartholomäuskirche, mehrfach um- und ausgebaut bis zu ihrer heutigen Größe. Die südliche Traufseite enthält noch Mauerreste der ursprünglichen Kapelle. Aus dieser Zeit stammen auch die beiden Untergeschosse des ursprünglich frei stehenden wehrhaften Kirchturms. Seit der Reformation ist die Kirche evangelisch.

## Verkehr
Im Ort treffen sich die Landesstraßen 3009 und 3193.
Zwischen 1896 und 1933 hatte Hüttengesäß eine normalspurige Anbindung an das Schienennetz und einen Bahnhof, in dem die von Hanau kommende Strecke endete. Der Personenverkehr wurde bereits 1931 eingestellt. Das ehemalige Empfangsgebäude und der Lokschuppen sind die letzten erhaltenen Hochbauten dieser Eisenbahninfrastruktur.
Busverkehr:
In Hüttengesäß fahren 2 bzw. 4 Buslinien 
Es fahren die Buslinien Mkk 56 von Altwiedermus in Richtung Langenselbold Bahnhof¹ und zurück².
Die Buslinie x95 von Frankfurt Enkheim (U Bahn Station) in Richtung Büdingen und zurück³.
Die Schulbuslinien FB 44 nach Büdingen Schulzentrum bzw. Bahnhof und zurück⁴*
Und die Buslinie Mkk 55** zur Kopernikusschule (Freigericht)
¹ = fährt auch an Schultagen nach Hanau und zur Käthe–Kollwitz–Schule (Langenselbold)
² = fährt auch von Langenselbold nach Ronneburg 
³ = fährt von FFM Enkheim(U) nach Büdingen 
⁴* = fährt 4 mal nach Büdingen und 3 mal nach Hüttengesäß (an Schultagen)
- - = Fährt nur einmal an Schultagen zur kopernikusschule in Freigericht